# Endlicheria melinonii
Endlicheria melinonii är en lagerväxtart som beskrevs av Raymond Benoist. Endlicheria melinonii ingår i släktet Endlicheria och familjen lagerväxter. Inga underarter finns listade i Catalogue of Life.